# Triangular Series in Bangladesch in der Saison 2009/10
Die Triangular Series in Bangladesch der Saison 2009/10 war ein Drei-Nationen-Turnier das vom 4. bis zum 13. Januar 2009 in Bangladesch im One-Day Cricket ausgetragen wurde. Bei dem zur internationalen Cricket-Saison 2009/10 gehörenden Turnier nahmen neben dem Gastgeber die Mannschaften aus Indien und Sri Lanka teil. Im Finale konnte sich Sri Lanka mit vier Wickets gegen Bangladesch durchsetzen.

## Vorgeschichte
Indien und Sri Lanka bestritten zuvor eine Tour in Indien gegeneinander, Bangladesch eine Tour gegen Simbabwe.

## Format
In einer Vorrunde spielte jede Mannschaft gegen jede einmal. Für einen Sieg gab es vier, für ein Unentschieden oder No Result 2 Punkte. Des Weiteren wurden Bonuspunkte vergeben. Die beiden Gruppenersten qualifizierten sich für das Finale und spielten dort um den Turniersieg.

## Stadion
Das folgende Stadion wurde für das Turnier als Austragungsort vorgesehen.
| Stadion                                | Stadt | Kapazität | Spiele            |
| -------------------------------------- | ----- | --------- | ----------------- |
| Sher-e-Bangla National Cricket Stadium | Dhaka | 26.000    | Vorrunde & Finale |

## Kaderlisten
Sri Lanka benannte seinen Kader am 29. Dezember 2009.
Bangladesch benannte seinen Kader am 31. Dezember 2009.
| ODI | ODI | ODI |
| Bangladesch | Indien | Sri Lanka |
| --- | --- | --- |
| - Shakib Al Hasan (K) - Mushfiqur Rahim (VK & wk) - Abdur Razzak - Aftab Ahmed - Imrul Kayes - Mahmudullah - Mohammad Ashraful - Naeem Islam - Raquibul Hasan - Rubel Hossain - Shafiul Islam - Shahadat Hossain - Shahriar Nafees - Syed Rasel - Tamim Iqbal | - Mahendra Singh Dhoni (K & wk) - Virender Sehwag (VK) - Ashok Dinda - Gautam Gambhir - Ravindra Jadeja - Dinesh Karthik - Zaheer Khan - Virat Kohli - Amit Mishra - Ashish Nehra - Suresh Raina - Rohit Sharma - Harbhajan Singh - Yuvraj Singh - Sreesanth - Sudeep Tyagi | - Kumar Sangakkara (K & wk) - Tillakaratne Dilshan (VK) - Malinga Bandera - Thilina Kandamby - Nuwan Kulasekara - Suranga Lakmal - Thissara Perera - Muthumudalige Pushpakumara - Suraj Randiv - Thilan Samaraweera - Chamara Silva - Upul Tharanga - Lahiru Thirmanne - Thilan Thushara - Chanaka Welegedara |

## Spiele

### Vorrunde
Tabelle
| Teams       | Sp. | S | N | U | R | NR | BP | Punkte | NRR    |
| ----------- | --- | - | - | - | - | -- | -- | ------ | ------ |
| Indien      | 4   | 3 | 1 | 0 | 0 | 0  | 1  | 13     | +0.753 |
| Sri Lanka   | 4   | 3 | 1 | 0 | 0 | 0  | 0  | 12     | −0.051 |
| Bangladesch | 4   | 0 | 4 | 0 | 0 | 0  | 0  | 0      | −0.684 |

Sieg: 4 Punkte; Remis: 2 Punkte
Spiele
| 4. Januar Scorecard | Dhaka | Bangladesch 260-7 (50)          | – | Sri Lanka 261-3 (44.5) |
|                     |       | Sri Lanka gewinnt mit 7 Wickets |   |                        |

| 5. Januar Scorecard | Dhaka | Indien 279-9 (50)               | – | Sri Lanka 283-5 (48) |
|                     |       | Sri Lanka gewinnt mit 5 Wickets |   |                      |

| 7. Januar Scorecard | Dhaka | Bangladesch 296-6 (50)       | – | Indien 297-4 (47.3) |
|                     |       | Indien gewinnt mit 6 Wickets |   |                     |

| 8. Januar Scorecard | Dhaka | Bangladesch 249-9 (50)          | – | Sri Lanka 252-1 (42.5) |
|                     |       | Sri Lanka gewinnt mit 9 Wickets |   |                        |

| 10. Januar Scorecard | Dhaka | Sri Lanka 213 (46.1)         | – | Indien 214-2 (32.4) |
|                      |       | Indien gewinnt mit 8 Wickets |   |                     |

| 11. Januar Scorecard | Dhaka | Bangladesch 247-6 (50)       | – | Indien 249-4 (43) |
|                      |       | Indien gewinnt mit 6 Wickets |   |                   |

### Finale
| 13. Januar Scorecard | Dhaka | Indien 245 (48.3)               | – | Sri Lanka 249-6 (48.1) |
|                      |       | Sri Lanka gewinnt mit 4 Wickets |   |                        |